# Antrophyum ovatum
Antrophyum ovatum är en kantbräkenväxtart som beskrevs av Cornelis Rugier Willem Karel van Alderwerelt van Rosenburgh. Antrophyum ovatum ingår i släktet Antrophyum och familjen Pteridaceae. Inga underarter finns listade.